# Хендрикс, Харольд
Харольд Виктор Хендрикс (англ. Harold «Hal»  Victor  Hendrix, 14 февраля 1922 года — 12 февраля 2015 года) — американский журналист и лауреат Пулитцеровской премии за международный репортаж 1963 года.

## Биография
Уроженец Канзас-Сити Харольд Хендрикс окончил Университет Рокхерста в 1944 году и присоединился к штату газеты Kansas City Star в качестве местного корреспондента. Через три года он убедил редакцию в значимости латиноамериканского региона и запустил собственную колонку о событиях на его территории. В начале 1950-х годов Хендрикс организовал для политиков и бизнесменов Канзас-Сити экономическую делегацию в Южную Америку, освещённую в New York Times. В 1957 году корреспондент устроился в издание The Miami News, для которого в 1962 году он освещал Карибский кризис. Хендрикс первым из американских журналистов сообщил о поставке на Кубу советских самолётов МиГ-21, а также о продаже оружия властями острова в соседние страны. Материал Хендрикса вышел за несколько недель до официального заявления президента Джона Кеннеди о наращивании советского военного присутствия на Кубе. По заявлению бывшего американского посла в Перу Уильяма Поли, журналист получил информацию от главы ЦРУ в Майами Теда Шакли. Предположительно, благодаря его помощи Хендрикс написал ряд статей, за которые в 1963 году получил Пулитцеровскую премию за международный репортаж. Согласно другой теории, он получил данные благодаря связям, приобретённым во время членства в журналистской организации Inter American Press Association.
В 1963 году Хендрикс присоединился к Гражданскому комитету за свободную Кубу (англ. Citizens Committee to Free Cuba), куда помимо него входили Уильям Поли, фотожурналист Дики Чапел, физик Эдвард Теллер, экономист Лео Черне, автор Эрнест Кунео, философ Сидни Хук и другие. В тот же период корреспондент перешёл в штат Scripps-Howard News Service. Находясь в Майами, он освещал многочисленные беспорядки и перевороты в Панаме, Доминиканской Республике, Гватемале, Венесуэле и Гаити. 24 сентября 1963 года издательство выпустило репортаж Хендрикса о свержении доминиканского президента Хуана Боша за день до реальных событий. Это дало ещё одно основание коллегам подозревать Хендрикса в связях с ЦРУ, за что он получил прозвище «призрак». По свидетельствам журналиста Сета Кантора, после убийства Джона Кеннеди Хендрикс располагал информацией о связи Ли Харви Освальда с группой активистов «За честные отношения с Кубой» и подробностями его эмиграции из Советского Союза ещё до официального объявления Федерального бюро расследований. Тем не менее журналист Джеф Морли сомневался в осведомлённости Хендрикса.
В 1966 году журналист покинул Scripps-Howard News для работы в офисе Международной телефонной и телеграфной компании (англ. International Telephone & Telegraph Corporation, ITT) в Буэнос-Айресе. Официально Хендрикс занимался связями с общественностью, но репортёр Томас Пауэрс характеризовал его должность как позицию «своего рода секретного оперативника». С 1970 года Хендрикс представлял интересы компании в Чили, где в тот же период президентом был избран Сальвадор Альенде, стремившийся национализировать собственность ITT. Позднее стало известно, что Хендрикс сотрудничал с ЦРУ для свержения политика с должности. Несмотря на это, в 1973 году на слушаниях Подкомитета по многонациональным корпорациям в Сенате журналист отрицал, что когда-либо являлся платным агентом ЦРУ или занимался «чёрной пропагандой» против Фиделя Кастро. Последовавшее расследование Департамента юстиции уличило его в даче ложных показаний. Журналист понёс минимальное наказание, так как в обмен сотрудничал с министерством в разоблачении лжесвидетельства руководства ITT и высокопоставленных служащих ЦРУ.
Желая вернуться в Майами, в конце 1970-х годов Хендрикс устроился вице-президентом по маркетингу в корпорацию Wackenhut. После выхода на пенсию в 1985 году он переехал в Веро-бич, где скончался в 2015 году.